# Los Lobos
Los Lobos sono un gruppo musicale chicano messicano-statunitense di musica rock, fortemente influenzati da country, folk, R&B e Blues formatosi a Los Angeles nel 1973. Sono soprattutto conosciuti per il rifacimento de La Bamba, colonna sonora dell'omonimo film, interpretata dallo scomparso cantante Ritchie Valens, a cui il film è dedicato.

## Storia
Fondati nel 1974, Los Lobos esordirono con due album acustici autoprodotti (Just Another Band From East L.A. e Si se puede!) e due 45 giri prima di realizzare ...And a Time to Dance (1983), apprezzato mini LP prodotto da T-Bone Burnett e Steve Berlin che fonde musica tradizionale messicana e nortena, zydeco, country, R&B e rock 'n' roll. Dopo aver ottenuto altri consensi positivi con How Will the Wolf Survive? (1984), album premiato con un Grammy Award, Los Lobos pubblicarono il singolo La Bamba, brano cardine dell'omonimo film che contribuì a renderli famosi in tutto il mondo. Nello stesso periodo parteciparono a due brani di Paul Simon (All Around the World da Graceland) e di John Lee Hooker (Think twice before you go da The Healer). Il successo critico di Los Lobos proseguì nei seguenti The Neighborhood (1990) e Kiko (1992), che si avvalgono entrambi della collaborazione di Mitchell Froom. Il seguente Just Another Greeting From East L.A. : A Holiday Collection (1993) raccoglie perlopiù materiale tratto da un concerto per raccogliere fondi in seguito ai disordini razziali di Los Angeles del 1992 mentre Papa's Dream (1995) è un album per bambini e collaborazione con il poeta e cantante Lalo Guerrero. Intanto David Hidalgo e Louie Pérez avviarono il progetto parallelo sperimentale dei Latin Playboys. Gli album successivi, ovvero Colossal Head (1996) e This Time (1999) proseguono gli sperimentalismi della band. Apparvero anche in un episodio del cartone animato Mucha Lucha!. Proprio di questo gruppo è la sigla della serie televisiva della Disney Manny tuttofare. Hanno inoltre partecipato alla colonna sonora di Rango, dove cantano il tema del protagonista.

## Formazione
- David Hidalgo
- Louie Pérez
- Cesar Rosas
- Conrad Lozano
- Steve Berlin

## Discografia

### Album
- 1976 – Si se puede!
- 1978 – Del este de Los Angeles
- 1983 – ...And a Time to Dance
- 1984 – How Will the Wolf Survive?
- 1987 – By the Light of the Moon
- 1987 – La Bamba: Original Motion Picture Soundtrack
- 1988 – La pistola y el corazón
- 1990 – The Neighborhood
- 1992 – Kiko
- 1995 – Papa's Dream (con Lalo Guerrero)
- 1996 – Colossal Head
- 1999 – This Time
- 2002 – Good Morning Aztlán
- 2004 – The Ride
- 2004 – Ride This - The Covers EP
- 2005 – Live at the Fillmore
- 2005 – Acoustic en vivo
- 2006 – The Town and the City
- 2009 – Los Lobos Goes Disney
- 2010 – Tin Can Trust
- 2013 – Disconnected in New York City
- 2015 – Gates of Gold
- 2021 – Native Sons

### Compilation
- 1993 – Just Another Band From East L.A. - A Collection
- 1998 – Silencio=Muerte: Red Hot + Latin
- 2000 – El Cancionero Mas y Mas
- 2006 – Wolf Tracks - Best of Los Lobos